# Polypodium plebeium
Polypodium plebeium là một loài thực vật có mạch trong họ Polypodiaceae. Loài này được Schltdl. & Cham. miêu tả khoa học đầu tiên năm 1830.